# Świętopełk Mieszkowic
Świętopełk Mieszkowic (łac. Suentepulc, ur. w latach 979–985, zm. przypuszczalnie przed 25 maja 992) – drugi syn Mieszka I, księcia Polski z dynastii Piastów i jego ostatniej żony Ody, brat Bolesława I Chrobrego, Mieszka i Lamberta.
Świętopełk jest znany jedynie z przekazu kronikarza Thietmara, który wymienił trzech synów Mieszka I i Ody. Jednocześnie został pominięty w Dagome iudex, który wymienia tylko dwóch synów Mieszka i Ody, co zdaje się wskazywać, że Świętopełk mógł w tym czasie już nie żyć – tj. zmarł najpóźniej około 991 roku.
Pojawiła się jednak hipoteza, że pominięcie Świętopełka było spowodowane faktem, iż przeznaczono dla niego Pomorze. Miał także być protoplastą dynastii książąt pomorskich. Pogląd ten pozostaje w mniejszości. Obecnie większą popularnością cieszy się hipoteza, że książęta pomorscy wywodzili się od Piastów prawdopodobnie poprzez córkę Siemomysła lub Mieszka I. Świętopełk, według jednej z hipotez był ojcem Dytryka lub Dytryka i Siemomysła.

## Genealogia
| Siemomysł ur. IX/X w. zm. ok. 950–960 | Siemomysł ur. IX/X w. zm. ok. 950–960 |                                           |                                           | NN ur. ? zm. ? | NN ur. ? zm. ? |  |  | Dytryk ur. ? zm. 985 | Dytryk ur. ? zm. 985 |                                 |                                 | NN ur. ? zm. ? | NN ur. ? zm. ? |
|                                       |                                       |                                           |                                           |                |                |  |  |                      |                      |                                 |                                 |                |                |
|                                       |                                       |                                           |                                           |                |                |  |  |                      |                      |                                 |                                 |                |                |
|                                       |                                       | Mieszko I ur. w okr. 922–945 zm. 25 V 992 | Mieszko I ur. w okr. 922–945 zm. 25 V 992 |                |                |  |  |                      |                      | Oda ur. w okr. 955–960 zm. 1023 | Oda ur. w okr. 955–960 zm. 1023 |                |                |
|                                       |                                       |                                           |                                           |                |                |  |  |                      |                      |                                 |                                 |                |                |
|                                       |                                       |                                           |                                           |                |                |  |  |                      |                      |                                 |                                 |                |                |
|                                       |                                       |                                           |                                           |                |                |  |  |                      |                      |                                 |                                 |                |                |

|  |  | NN ur. ? zm. ? OO ? | NN ur. ? zm. ? OO ? | Świętopełk Mieszkowic (ur. w okr. 979–985, zm. przed 25 V 992 (?)) | Świętopełk Mieszkowic (ur. w okr. 979–985, zm. przed 25 V 992 (?)) |  |  |  |  |
|  |  |                     |                     |                                                                    |                                                                    |  |  |  |  |
|  |  |                     |                     |                                                                    |                                                                    |  |  |  |  |
|  |  |                     |                     |                                                                    |                                                                    |  |  |  |  |
|  |  |                     |                     | Dytryk? ur. po 992 zm. po 1032                                     |                                                                    |  |  |  |  |

lub według poglądu Edwarda Rymara
| Siemomysł ur. IX/X w. zm. ok. 950–960 | Siemomysł ur. IX/X w. zm. ok. 950–960 |                                           |                                           | NN ur. ? zm. ? | NN ur. ? zm. ? |  |  | Dytryk ur. ? zm. 985 | Dytryk ur. ? zm. 985 |                                 |                                 | NN ur. ? zm. ? | NN ur. ? zm. ? |
|                                       |                                       |                                           |                                           |                |                |  |  |                      |                      |                                 |                                 |                |                |
|                                       |                                       |                                           |                                           |                |                |  |  |                      |                      |                                 |                                 |                |                |
|                                       |                                       | Mieszko I ur. w okr. 922–945 zm. 25 V 992 | Mieszko I ur. w okr. 922–945 zm. 25 V 992 |                |                |  |  |                      |                      | Oda ur. w okr. 955–960 zm. 1023 | Oda ur. w okr. 955–960 zm. 1023 |                |                |
|                                       |                                       |                                           |                                           |                |                |  |  |                      |                      |                                 |                                 |                |                |
|                                       |                                       |                                           |                                           |                |                |  |  |                      |                      |                                 |                                 |                |                |
|                                       |                                       |                                           |                                           |                |                |  |  |                      |                      |                                 |                                 |                |                |

|                                                     |                                                     | NN ur. ? zm. ? OO ?            | NN ur. ? zm. ? OO ?            | Świętopełk Mieszkowic (ur. w okr. 979–985, zm. przed 25 V 992 (?)) | Świętopełk Mieszkowic (ur. w okr. 979–985, zm. przed 25 V 992 (?)) |  |  |  |  |
|                                                     |                                                     |                                |                                |                                                                    |                                                                    |  |  |  |  |
|                                                     |                                                     |                                |                                |                                                                    |                                                                    |  |  |  |  |
|                                                     |                                                     |                                |                                |                                                                    |                                                                    |  |  |  |  |
| Siemomysł pomorski? ur. 1000/1020 zm. po 29 VI 1046 | Siemomysł pomorski? ur. 1000/1020 zm. po 29 VI 1046 | Dytryk? ur. po 992 zm. po 1032 | Dytryk? ur. po 992 zm. po 1032 |                                                                    |                                                                    |  |  |  |  |

## Opracowania
- Balzer O., Genealogia Piastów, Kraków 1895.
- Gieysztor A., Świętopełk, [w:] Słownik starożytności słowiańskich, t. 5, 1975, s. 585.
- Jasiński K., Rodowód pierwszych Piastów, Wrocław – Warszawa (1992).
- Labuda G., Czy książęta zachodniopomorscy wywodzili się z Piastów?, [w:] Studia i materiały do dziejów Wielkopolski i Pomorza, T. 4, 1958, zesz. 1, s. 33–47.
- Labuda G., Mieszko I, Wrocław 2002, s. 154, 199.
- Rymar E., Dagome iudex jako organiczna część decyzji Mieszka I w sprawie podziału Polski na dzielnice. Reanimacja hipotezy o piastowskim rodowodzie dynastii pomorskiej, Materiały Zachodniopomorskie, nr 23 (1986), s. 293–348.
- Edward Rymar, Rodowód książąt pomorskich, Szczecin: Książnica Pomorska im. Stanisława Staszica, 2005, ISBN 83-87879-50-9, OCLC 69296056. Brak numerów stron w książce
- Widajewicz J., Początki Polski, Wrocław 1948.
- Wojciechowski Z., Polska nad Wisłą i Odrą w X wieku, Katowice 1939, s. 111.